# Hans Rein

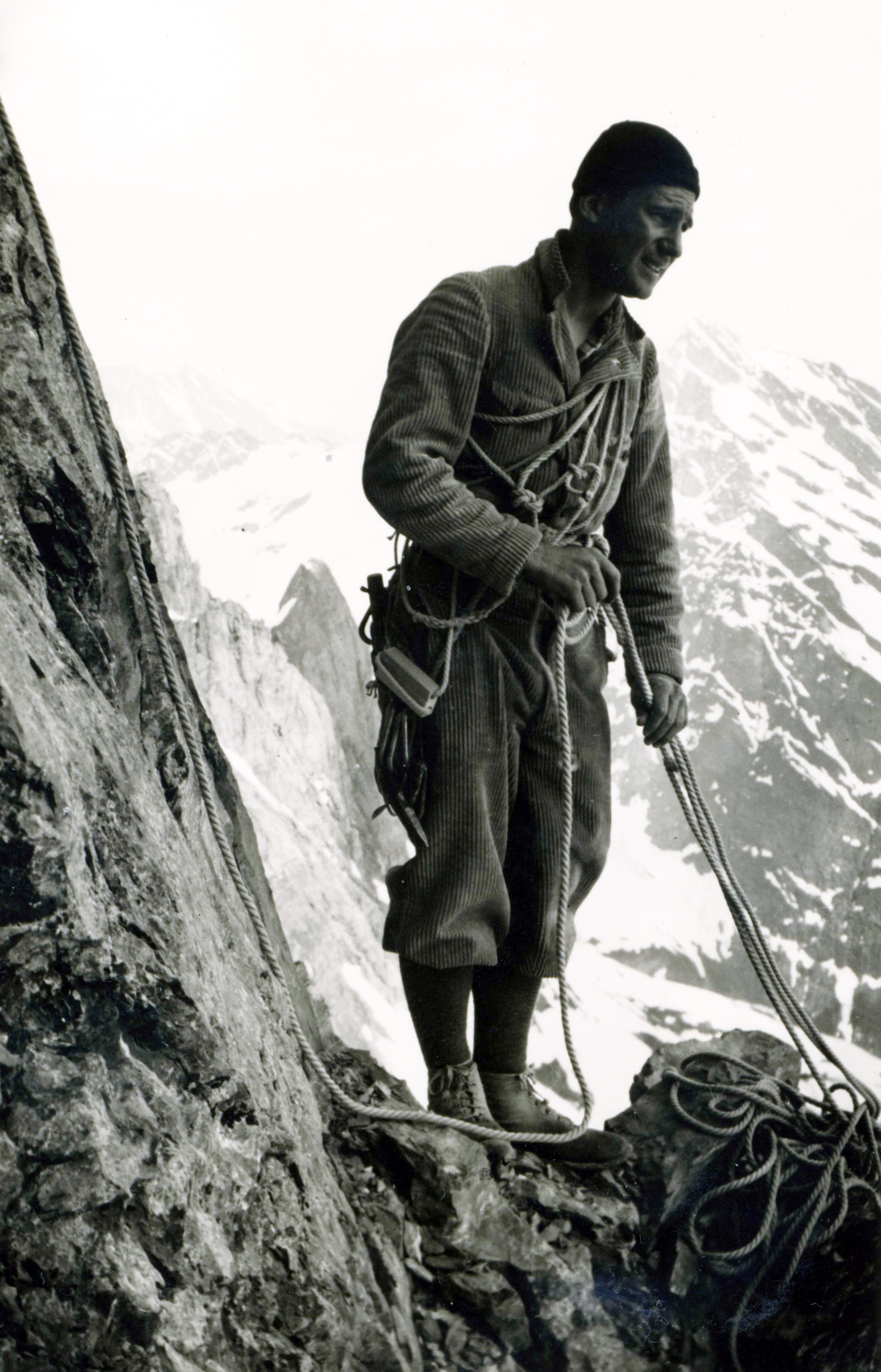
Hans Rein bei der Erstbesteigung des Ruchenfensterturms 2950 m am 24. Juni 1945

Hans Rein (* 2. März 1919 in Zürich; † 3. November 2009) war ein Schweizer Bergsteiger und Mitglied des Alpinen Skiclubs Zürich und der SAC-Sektion Uto.

## Leben
Hans Rein gehörte zur Kletteravantgarde der Nachkriegszeit und hat in seiner Karriere als Bergsteiger vor allem neue Routen erschlossen, da die meisten Gipfel in der Schweiz bereits bestiegen waren. Er hatte auch Berge im damals schwierigsten Grad, dem 6., bestiegen.
Hans Rein gehörte unter anderem zur Gruppe der Alpinisten Gerecht, Wörndle, Huss und Leni Merk, die sich in den 1940er Jahren der Miterschliessung des Windgällengebietes widmeten.

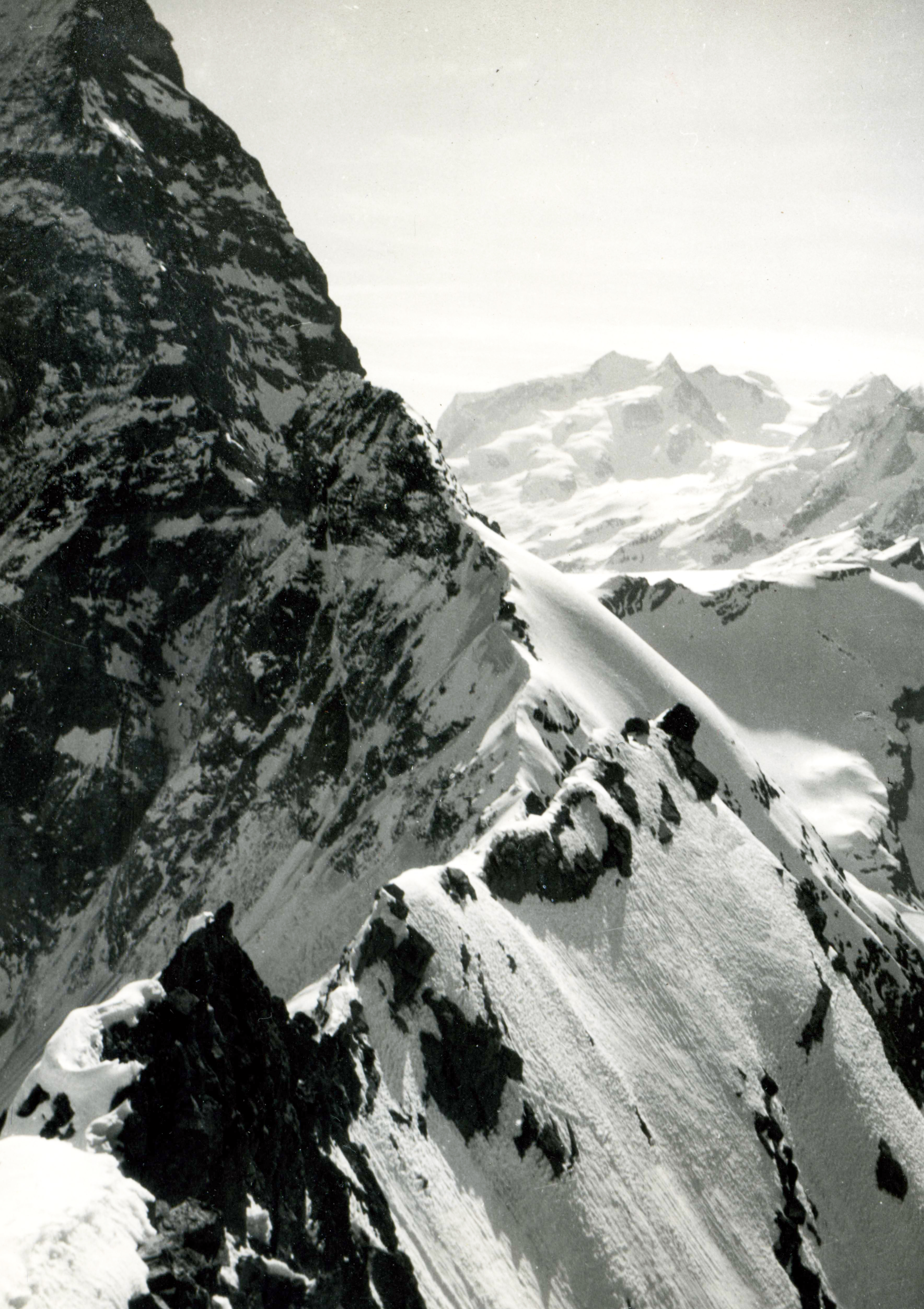
Tournanchegrat 1946

Am 24. Juni 1945 gelang den Zürcher Alpinisten Otto Gerecht, Ferdel Wörndle, Hans Rein und Hannes Huss (SAC und Alpiner Ski-Club Zürich) nach einigen Versuchen die erste Besteigung des 2950 m hohen Ruchenfensterturmes, wo sich schon etliche Bergsteiger geschlagen geben mussten. Damit war der letzte selbständige Gipfel der Urner Alpen bezwungen und zugleich das grösste Problem der Windgällen-Südseite gelöst worden.
Am 18. April 1946 startete Hans Rein mit Otto Gerecht und Hannes Huss mit der ersten Winterbegehung des Tournanchegrates oder Ostgrates der Dent d’Hérens. Der Tournanchegrat ist einer der längsten Grate der Alpen. Vom Col Tournanche bis zum Gipfel misst er genau 2,2 km in horizontaler Projektion, bei einem Höhenunterschied von 700 m. Er weist vier ausgesprochene Gipfel auf, von denen zwei nach den berühmtesten Führern des Val Tournanche benannt sind. Nach 60-stündiger Abwesenheit und zwei Biwaks erreichten die Alpinisten wieder ihren Ausgangspunkt, die Schönbielhütte der Sektion Monte Rosa des SACs.
Am 15. September 1946 gelang Hans Rein und Leni Merk die Erstbegehung der S-Kante des Höhlenstocks: V+ „on sight“ im heiklen, abwärts geschichteten feinsplittrigen Hochgebirgskalk.

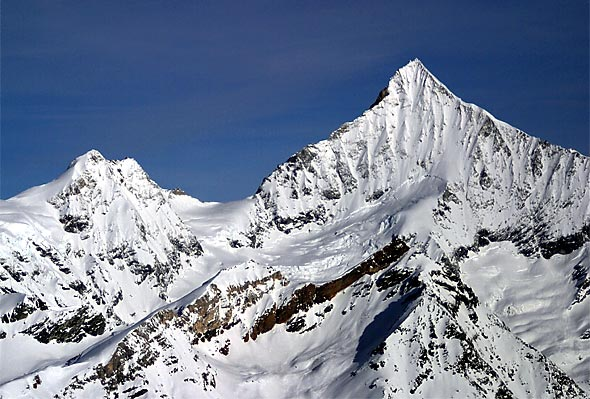
Weisshorn von Südosten aus gesehen, links des Weisshorns das Schalihorn und der Schaligrat, rechts der Ostgrat

Am 15. April 1949 gelang Hans Rein, Ernst Schulthess und Josef Nadai die erste Winterbegehung des Schaligrates am Weisshorn 4506 m. Was als Rekognoszierungsfahrt (Erkundungsfahrt, siehe Helvetismus) startete, um zu sehen, ob der Zustand des Gletschers und der Felsen eine Begehung des Schaligrates gestattete, endete als erfolgreiche Begehung. Das Weisshorn gehört zu den schwierigsten Viertausendern der Alpen.
Die Alpen galten nach dem Zweiten Weltkrieg als längst erschlossen. Für Erstbegehungen in sogenannten „menschlichen“ Schwierigkeitsgraden blieben nur touristisch wenig einladende Touren übrig. Sie waren meist sehr schwer und selten schön, das heisst wirklich lohnend.
Umso erfreuter nahm man die Meldung über eine Erstbegehung auf, die Merkmale einer vorzüglichen Klettertour aufwies und die nicht nur um des Seltenheitswertes wegen wärmstens empfohlen werden konnte. Die Südkante des Gross Schijen war eine solche Tour, die am 3. Juli 1949 von den beiden Seilschaften Hans Rein/Leni Merk und Josef Nadai/Franz Baumgartner erstmals begangen wurde. Die Initiative war von Hans Rein ausgegangen.
Der Gross Schijen (2785 m) ist der südlichste Gipfel der Rienzenstock-Bächistockkette im Kanton Uri. Vom Gipfel senkt sich der Südgrat zunächst mässig steil, um, nach einem flacheren Gratstück, in gewaltigen Plattenfluchten jäh zum Oberalppass hin abzubrechen. Wo die Plattenschüsse der Südost- und Südwestwand des Berges zusammenstossen, bilden sie auf einer Strecke von etwa 200 m eine steile, abweisende Schneide, die Südkante.

## Erstbegehungen

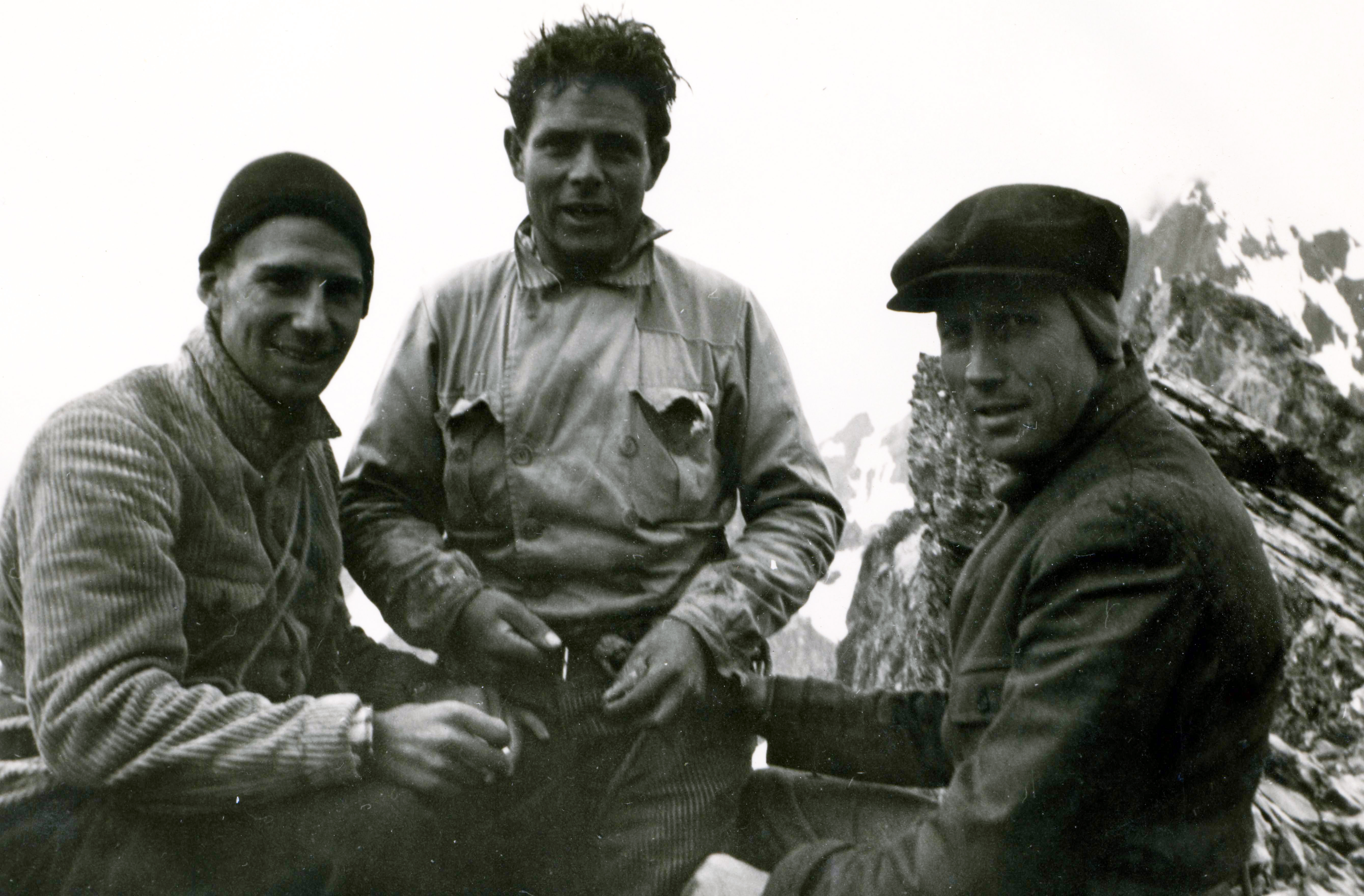
Erstbesteiger Ruchenfensterturm 1945: Hans Rein, Otto Gerecht, Ferdel Wörndle und Hannes Huss (nicht im Bild)

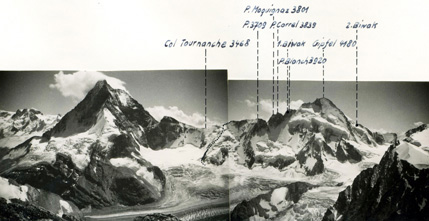
Dent d'Dérens, erste Winterbegehung des Ostgrates 1946

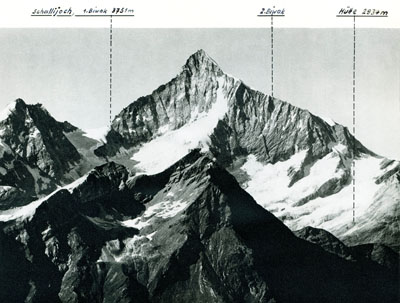
Erste Winterbegehung Weisshorn Schaligrat 1949 durch Hans Rein

| Datum                  | Berg                                      | Anmerkung                             |
| ---------------------- | ----------------------------------------- | ------------------------------------- |
| 20. September 1942     | Plattenköpfe, 2899 m                      | 20 m unter Schrägriss                 |
| 10. Oktober 1943       | Vorder Feldschijen, 2828 m                | N-Grat, neue Route                    |
| 1. Oktober 1944        | Scherenspitz N-Wand, 1926 m               | neue Route                            |
| 25. März 1945          | Alpgnoferlücke (2767 m) – Ruchen (2812 m) | Winterbegehung                        |
| 13. Mai 1945           | Grosse Windgälle, 3188 m                  | N-Wand, Skiüberschreitung             |
| 24. Juni 1945          | Ruchenfensterturm, 2918 m                 | Erstbesteigung                        |
| 26. August 1945        | Ruchennadel, 3024 m                       | O-Grat                                |
| 21. Oktober 1945       | Höhlenstock, 2903 m                       | SW-Wand                               |
| 18.–24. April 1946     | Dent d’Hérens, 4180 m                     | Winterbegehung Ostgrat                |
| 15. September 1946     | Höhlenstock, 2903 m                       | S-Kante                               |
| 5. Oktober 1947        | Seewenhorn, 2720 m                        | O-Kante                               |
| 9. November 1947       | Mättenberg, 3104 m                        | W-Grat                                |
| 13. Juni 1948          | Sustenhorn, 3503 m                        | N-Wand                                |
| 27. Juni 1948          | Wichelhorn, 2767 m                        | S-Grat                                |
| 18.–21. September 1948 | Sonnigstock IV.                           | S-Wand, neue Route                    |
| 15.–18. April 1949     | Weisshorn, 4505 m                         | Schaligrat, Winterbegehung            |
| 3. Juli 1949           | Gross Schijen (Uri), 2785 m               | S-Kante                               |
| 17. Juli 1949          | Wichelturm-Wichelhorn, 2767 m             | S-Kante                               |
| 18. September 1949     | Diedenberg, 2658 m                        | W-Grat                                |
| 11. Juni 1950          | Juzfadstock, 2771 m                       | S-Grat                                |
| 1. Juli 1951           | Hochschijen, 2634 m                       | S-Grat                                |
| 8. Juli 1951           | Mittagsstock, 2989 m                      | Südrippe, Westgipfel S-Wand (Abstieg) |
| 15. Juli 1951          | Mittagsstock, 2989 m                      | Ostgipfel S-Grat                      |
| 21. Juni 1953          | Schneehüenerstock (Uri), 2944 m           | W-Grat                                |
| 30. Juni 1957          | Forcella, 2845 m                          | S-Wand                                |
| 1. September 1957      | Juzfadstock, 2771 m                       | SO-Grat                               |